# Plaxiphora matthewsi
Plaxiphora matthewsi är en blötdjursart som beskrevs av Tom Iredale 1910. Plaxiphora matthewsi ingår i släktet Plaxiphora och familjen Mopaliidae. Inga underarter finns listade i Catalogue of Life.